# Carmen Maura
María del Carmen García y Maura (Madrid, 15 de septiembre de 1945), más conocida como Carmen Maura, es una actriz española. Ha desarrollado su carrera tanto en su país natal como en Francia y México, con gran éxito en los tres, lo que la ha hecho merecedora de cuatro premios Goya –récord solo igualado por Verónica Forqué– y un premio César del cine francés, así como del premio a la mejor actriz del prestigioso Festival de Cannes. Durante años fue la actriz más galardonada por la Academia de Cine Europeo (1988 y 1990), honor que en la actualidad comparte con las actrices Isabelle Huppert, Juliette Binoche, Sandra Hüller y Charlotte Rampling.
Algunas de las películas más importantes en las que ha intervenido son ¿Qué he hecho yo para merecer esto?, Mujeres al borde de un ataque de nervios, ¡Ay, Carmela!, Sé infiel y no mires con quién, La comunidad, 800 balas, Volver, Las chicas de la sexta planta o Las brujas de Zugarramurdi.
También es conocida por ser la primera actriz vinculada profesionalmente con el famoso director de cine español Pedro Almodóvar, siendo la primera en recibir el sobrenombre de "chica almodóvar". A raíz de sus memorables trabajos y extensa carrera, es considerada por los medios y la crítica como una de las grandes actrices de Europa.
Carmen Maura forma parte de la dinastía Maura. Es bisnieta de Bartolomé Maura y Montaner, conocido grabador de su época y hermano del político Antonio Maura y Montaner (por lo tanto, sobrina tercera de Jorge Semprún).

## Biografía

### Primeros años
Carmen Maura nació el 15 de septiembre de 1945 a las 6 a. m. en el barrio de Chamberí de Madrid, hija de Salvador García Santa-Cruz, médico oftalmólogo, y de María del Carmen Maura y Arenzana, nieta tanto de los condes de Fuente Nueva de Arenzana como de Bartolomé Maura y Montaner, siendo la segunda hija de los 4 del matrimonio. En sus primeros años, tenía por vecinos en su casa de la calle Rafael Calvo al dramaturgo y escritor Edgar Neville y a la actriz Conchita Montes. Comenzó sus primeros estudios en el madrileño colegio San José de Cluny, para después graduarse con el título de intérprete simultáneo de francés y la carrera de Letras Francesas por el Instituto Católico de París con sede en Madrid. Realizó estudios de filosofía y literatura en la Escuela nacional superior de Bellas Artes de París. 

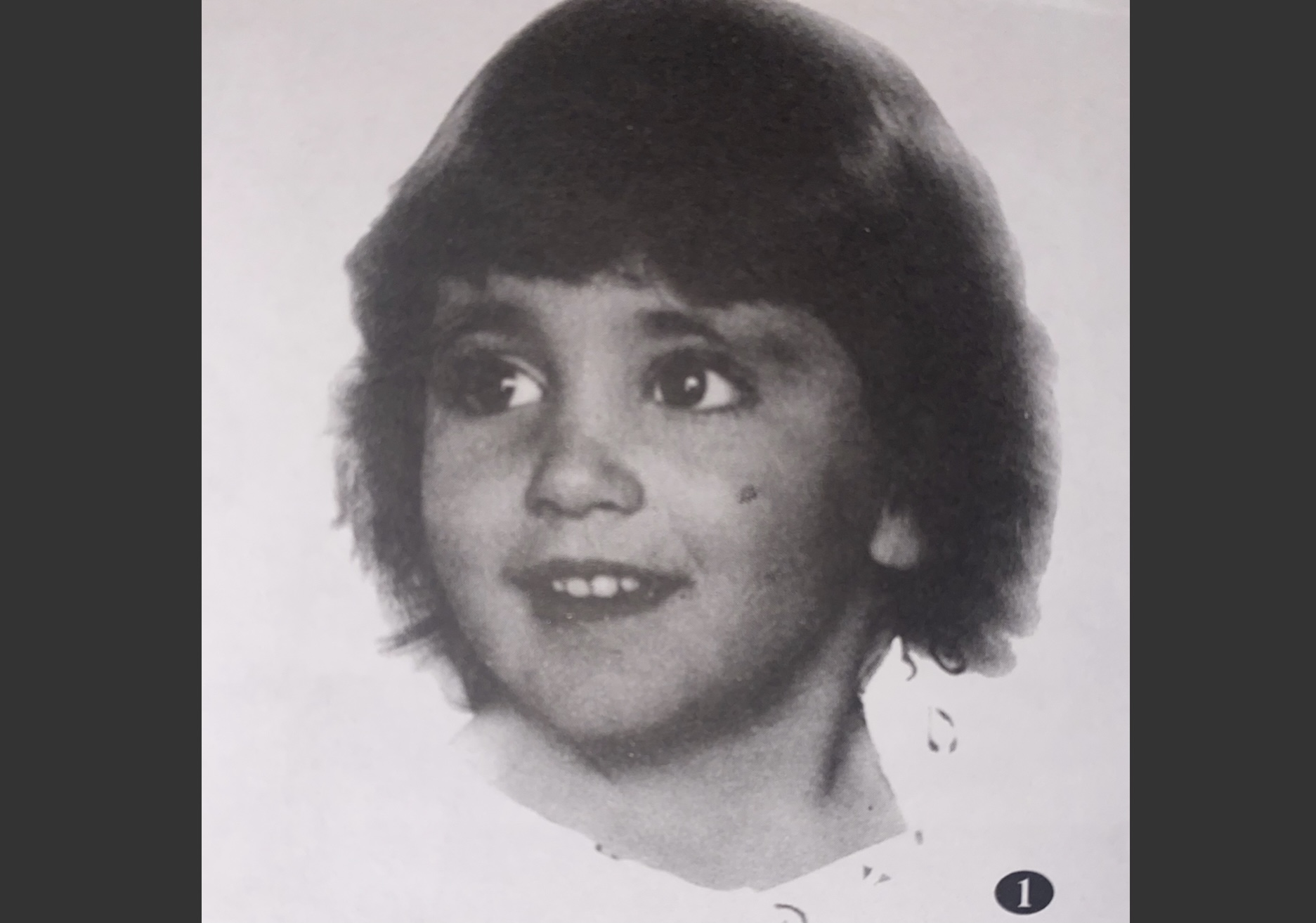
Carmen Maura a los 3 años

En 1966 se casó con el abogado Francisco Forteza Pujol y tuvo dos hijos, María del Carmen (1967) y Pablo (1970). Durante este tiempo, su marido le instaló una galería de arte llamada Galería Da Vinci y en el piso de abajo, su despacho de abogado. Se divorciaron en 1970. Forteza obtuvo la tenencia de los niños y por doce años impidió que tuvieran contacto con Maura, batalla judicial mediante. Sobre aquel tiempo comenta que su trabajo fue lo que la salvó de volverse loca: "En los momentos peores, en ésos en los que la angustia es tan fuerte que quieres morirte, mis funciones eran la única cosa del mundo que me hacía feliz".
Comenzó a actuar en el Teatro Español Universitario como aficionada hasta el momento en que el crítico teatral Alfredo Marquerie le aconsejó dedicarse por entero a la interpretación dada su valía.
Pese a no contar con el apoyo familiar, trabaja en café-teatro, hace pequeños papeles en televisión y realiza giras teatrales en compañías independientes de poca resonancia. Logra su primer papel importante sustituyendo a Amparo Pamplona en la obra Hay una luz sobre la cama (1969) y comienza a aparecer en cine en personajes secundarios: El asesino está entre los trece, de Javier Aguirre; Un casto varón español, de Jaime de Armiñán; La petición, de Pilar Miró, etc.
Sus primeros papeles protagonistas en el cine son Tigres de papel (1977) y ¿Qué hace una chica como tú en un sitio como éste? (1978), ambas de Fernando Colomo.
En 1977 protagoniza el montaje teatral Las manos sucias, de Jean-Paul Sartre, junto a José Luis Pellicena y Enrique Diosdado y conoce a Pedro Almodóvar, que interpreta un pequeño papel. Su gran amistad y entendimiento profesional da sus frutos durante la siguiente década. Primero en cortometrajes, mediometrajes y colaboraciones de poca entidad como Folle, folle, fólleme Tim, hasta que Maura protagoniza el primer largometraje dirigido por Almodóvar, Pepi, Luci, Bom y otras chicas del montón. El rodaje dura más de un año por las dificultades técnicas y económicas, pero finalmente se estrena en salas comerciales cosechando críticas y elogios.
El público de la movida madrileña se sintió identificado y convirtió la película en el estandarte del movimiento social de los años ochenta y se presentó en el Festival Internacional de Cine de San Sebastián. A pesar de que el gran público miraba a Pedro Almodóvar como un moderno desbocado y gran parte de la crítica lo observaba con cierto recelo, Pedro tuvo su primer éxito con su gente, los que habían participado en la película, algunos de ellos muy próximos a la movida, como por ejemplo la cantante Alaska. Sus libertades a la hora de mostrar temas comprometidos como las drogas o el sexo hicieron que tuviera grandes dificultades para que se le empezara a tomar en serio dentro del cine.
En 2015 Carmen reconoció públicamente que a los treinta años fue víctima de una agresión sexual, «fue violada por un soldado y su descripción del maltrato generalizado a la mujer y por la policía rememora una época no tan lejana de un machismo escalofriante en el que una mujer era tratada casi como la culpable por las autoridades después de ser violada. o debía sufrir el desgarro de perder a sus hijos para cumplir con su vocación.» Luego de que el violador se fuera de su piso llamó a un amigo muy íntimo, le contó lo que había pasado y le dijo: "yo no quiero quedarme traumatizada sexualmente para el resto de mi vida, así que ven y echamos un polvo, suavísimo, sin un atisbo de violencia, muy cariñoso".

### La fama en los años 1980
A raíz de sus colaboraciones televisivas como actriz tuvo la oportunidad de conocer al fallecido periodista Fernando García Tola, el cual la contrató para que trabajara en el programa de entrevistas Esta noche. Con este programa se dio a conocer entre el público español en la década de los ochenta y protagonizó la famosa frase que le dirigía Tola a Maura: "Nena, tu vales mucho". En el cine y en la televisión siguió desempeñando su labor como actriz, tanto dramática en El crimen de la calle Fuencarral de la serie La huella del crimen o como cómica en El Cid cabreador, ambas del cineasta Angelino Fons.
A mediados de la década de 1980, Pedro Almodóvar volvió a confiar en Carmen para su película Entre tinieblas, una película arriesgada y controvertida en aspectos religiosos en la que trabajó con actrices como Julieta Serrano, Marisa Paredes, Berta Riaza o Chus Lampreave. Y unos años más tarde, Carmen y Pedro estrenaron ¿Qué he hecho yo para merecer esto?, película que contó con la también colaboración de actores como Ángel de Andrés López, Chus Lampreave, Gonzalo Suárez, Amparo Soler Leal y Verónica Forqué, entre otros. En ella, Carmen Maura pudo realizar una de sus interpretaciones más logradas en el cine y a partir de ese momento, Carmen y Pedro se convirtieron por excelencia en la pareja director-actriz más prolífica del cine español. El éxito de Pedro alcanzó al público convencional y se le empezó a mirar con otros ojos y el éxito internacional empezaba a asomar la cabeza. Carmen recibió diferentes premios nacionales por su interpretación, entre los cuales destaca el Fotogramas de Plata a la mejor actriz de cine por votación de los lectores.

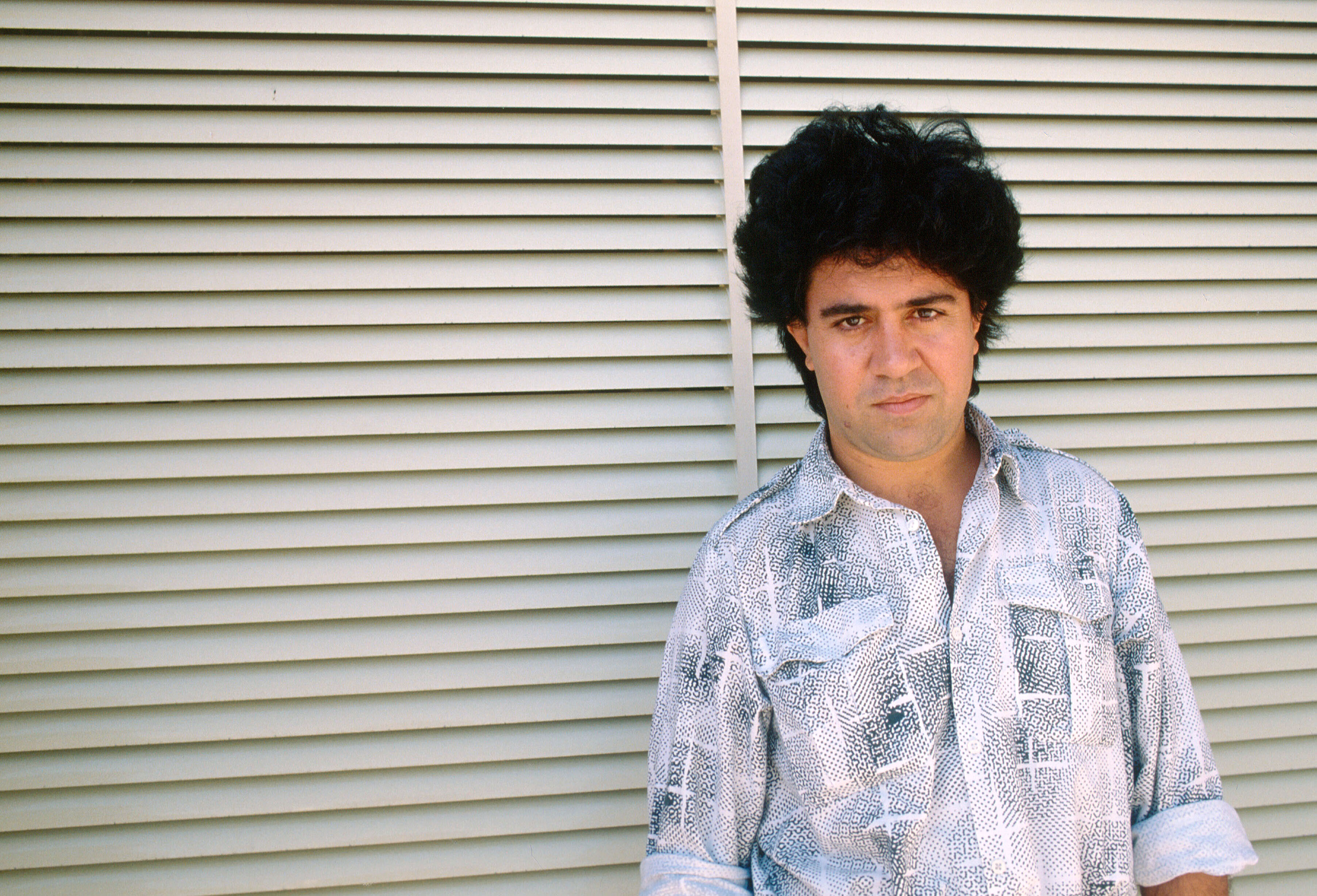
Almodóvar en 1988.

Carmen y Pedro realizaron otras tres películas más hasta finales de los años ochenta: Matador, rara película de suspense en la que realizó un personaje secundario junto a Nacho Martínez, Assumpta Serna y Antonio Banderas; La ley del deseo, arriesgada, libre y transgresora película que mostró por primera vez con claridad y sin prejuicios la homosexualidad, donde Carmen interpretaba el papel de un transexual, al lado de Eusebio Poncela y Antonio Banderas como protagonistas; y finalmente, la película cumbre del tándem Almodóvar - Maura, la disparatada comedia Mujeres al borde de un ataque de nervios, en la cual Carmen volvió a deslumbrar al público y a la crítica con su interpretación. La película fue un verdadero triunfo y su éxito se disparó tanto en España como en el extranjero, llegando incluso a ser candidata al Óscar de la Academia de Hollywood como mejor película de habla no inglesa. La película dio la vuelta al mundo ganando premios allá por donde iba y las carreras cinematográficas de sus actores se vieron lanzadas al éxito rotundo. Carmen logró el Premio Goya de la academia como mejor actriz protagonista y Felix (Premios del Cine Europeo) como mejor actriz europea.
Pero a pesar de su éxito al lado de Pedro Almodóvar, Carmen Maura también hizo otras muchas películas durante los ochenta como por ejemplo Baton Rouge de Rafael Monleón, junto a Victoria Abril y Antonio Banderas; Tata mía de José Luis Borau, con Imperio Argentina, Alfredo Landa y Miguel Rellán; o Sé infiel y no mires con quién de Fernando Trueba, junto a Ana Belén, Antonio Resines, Santiago Ramos, Verónica Forqué o Chus Lampreave. También tuvo la oportunidad de protagonizar la ópera prima de la actriz y cantante Ana Belén con la película Cómo ser mujer y no morir en el intento, basada en la novela de Carmen Rico Godoy.
La fantástica relación profesional entre Almodóvar y Maura se desintegró y se rompió por motivos no demasiado claros y hasta 2006, con la película Volver, no volvieron a trabajar juntos.

### ¡Ay, Carmela!,La comunidady Coppola
Carmen siguió demostrando su talento en la década de los 90, y su trabajo en otros muchos trabajos cinematográficos le valió muchísimos más éxitos. Para empezar, en 1990, tras la reciente ruptura con Almodóvar protagonizó la película ¡Ay, Carmela! de Carlos Saura, junto a Andrés Pajares y Gabino Diego. Ambientada durante la guerra civil española, esta película fue el otro gran triunfo de Carmen junto con Mujeres al borde.... Volvió a recibir premios aquí y allá, entre ellos de nuevo el Goya y el Felix. La película estuvo considerada como la mejor del cine de Saura y batió un récord en la historia de los Premios Goya que duraría hasta 2004 con Mar adentro.
Durante toda la década de los noventa, Carmen no paró de realizar largometrajes tanto en España como en el extranjero, donde su prestigio había llegado con gran fortuna, especialmente en Francia, donde sus trabajos han sido muy reconocidos. Llegó incluso a ser candidata en los Premios César (los "Goya" franceses), como mejor actriz de reparto por la película Le bonheur est dans le pré (La alegría está en el campo) y fue condecorada con el título de caballero de honor de las artes y las letras de Francia. Su éxito se trasladó a otros países como Italia, Inglaterra y a la zona de Hispanoamérica, pasando por Chile y Argentina. Pero aun así, ella siempre dio prioridad a los trabajos que venían de España.
A pesar de tener una mayor predilección a las comedias, sus papeles dramáticos fueron los que más logros le dieron. Papeles como los de Sombras en una batalla de Mario Camus (1993) o Lisboa de Antonio Hernández (1999), películas por las que fue nominada al Goya como actriz protagonista. Pero sin duda alguna, su tercer gran triunfo en su carrera fue su papel en La comunidad de Álex de la Iglesia en el 2000. En esta película compartió reparto con Emilio Gutiérrez Caba, Terele Pávez y Sancho Gracia pero sobre todo le hizo frente a un difícil protagonismo que le dio más que satisfacciones: su tercer Goya, la Concha de Plata a la mejor actriz en San Sebastián, el Fotogramas de Plata, el premio de la Unión de Actores,...
Durante la década de los noventa también experimentó otros registros en otros ámbitos como el teatro, del cual se había apartado desde sus comienzos. En este ámbito trabajó en Francia con la obra Cirque à deux, y aunque también trabajó en televisión en la serie A las once en casa, con Antonio Resines y Ana Obregón, ella siempre prefirió el cine. En este ámbito siguió trabajando en la comedia, su género preferido, en películas como Reinas de Manuel Gómez Pereira, junto a actrices como Verónica Forqué, Mercedes Sampietro y Marisa Paredes, o Carretera y manta, con Eduardo Noriega y Natalia Verbeke. Pero no dejó a un lado el drama, género en el que hizo películas como Clara y Elena, con Verónica Forqué y Jorge Sanz; La promesa, de Héctor Carré, junto a Ana Fernández; o 25 grados en invierno, una producción belga que triunfo en Berlín. También realizó una miniserie de época para TVE basada en la obra de Vicente Blasco Ibáñez Arroz y tartana, desarrollada en la Valencia del siglo XIX y en la que pudo trabajar con Pepe Sancho y Eloy Azorín.
Como actriz activa en el cine francés, Carmen Maura también trabajó al lado de Gérard Depardieu en la película de suspense Silencio pactado. Entre sus trabajos en el extranjero, se podrían destacar la sentimental película de Alejandro Agresti El sueño de Valentín (Valentín en Argentina, con Rodrigo Noya y Julieta Cardinali) la chilena El entusiasmo, junto a Maribel Verdú, Zona libre, película en la que trabajó con la prometedora actriz norteamericana Natalie Portman, o El harén de Madame Osmane, una producción israelí.
En 2006 protagonizó el reencuentro más esperado del cine español: Pedro Almodóvar y ella se volvieron a unir en la película de Volver, película en la que ha trabajado con Penélope Cruz, Blanca Portillo, Lola Dueñas, Yohana Cobo y Chus Lampreave, actrices con las que compartió el premio a la mejor interpretación femenina en el Festival de Cannes, gracias a esta película ganó su cuarto Goya.
Posteriormente rodó la serie Círculo rojo, junto con María Adánez, Emilio Gutiérrez Caba y María Botto entre otros, emitiéndose en Antena 3. Ese mismo año fue la madrina de la edición del año 2007 del Madrid de Cine – Spanish Film Screenings, inaugurado por ella el 4 de junio del mismo año.
En abril de 2008, fue convocada por Francis Ford Coppola para participar en su próximo proyecto, Tetro, en sustitución de Javier Bardem, quien tuvo que renunciar a su papel por problemas de agenda. Para hacer posible esta sustitución, Coppola modificó el papel pensado para Bardem en un personaje femenino apto para Maura. Además, durante los cambios que él hace siempre en el guion en el periodo de filmación, se dio cuenta de que el personaje aportaría más a la película si fuera una mujer, en vez de un hombre.
Su carrera se ve recompensada con la Medalla de Oro de la Academia de Cine Española que recibió en 2009.

### Últimos trabajos
Entre sus últimos trabajos, se cuentan apariciones en Las chicas de la sexta planta (2010), película por la que obtiene el premio César del cine francés como actriz secundaria, Chicas (2010), dirigida por la autora Yasmina Reza, el debut de la actriz María Adánez como directora en el cortometraje 5ºB Escalera Dcha (2010), y en la película colombiana Sofía y el terco (2012).
También participa en varios trabajos en televisión, como la versión española de la mítica serie The Golden Girls (2010), Stamos okupa2 (2012) y Carta a Eva (2012), una miniserie de dos episodios dirigida por Agustí Villaronga, que reconstruye el viaje que hizo Eva Perón a España, acompañada nuevamente por Julieta Cardinali. En 2015 hace una colaboración especial en Águila Roja de TVE, como Olivia, duquesa de Fournier, mentora de Lucrecia de Guzmán, marquesa de Santillana (Miryam Gallego).
En 2011 se confirmó que volvería a trabajar con Álex de la Iglesia en la película Las brujas de Zugarramurdi (2013), una comedia de terror ambientada en la actualidad, que toma su título del caso real por el que la Inquisición condenó a morir en la hoguera a unas vecinas de Logroño acusadas de brujería.
En 2013 el Festival Internacional de Cine de San Sebastián le otorga el Premio Donostia en reconocimiento a su extensa trayectoria cinematográfica, siendo el primero a una actriz española y el cuarto para un español tras los de Fernando Fernán Gómez (1999), Francisco Rabal (2001) y Antonio Banderas (2008).
Ese mismo año, volvió a los escenarios para interpretar a Carlota en la obra homónima de Miguel Mihura, con dirección de Mariano de Paco Serrano, en el teatro María Guerrero de Madrid, sede del Centro Dramático Nacional. Cuatro años después protagoniza el texto teatral de Guillem Clua La golondrina. Posteriormente lo interpretó en los teatros de Francia, bajo el título de L'hirondelle.
En 2018 se convirtió en protagonista de un documental sobre su vida y trayectoria profesional, ¡Ay Carmen! realizado por Fernando Méndez-Leite. Cuenta con los testimonios de Agustín y Pedro Almodóvar, Ana Belén, Fernando Colomo, Álex De La Iglesia, Rossy de Palma, Carla Forteza, Emilio Gutiérrez Caba, Marion Hänsel, Phillippe Le Guay, Eva Lesmes, Paula Ponga, Martin Provost, Antonio Resines y Fernando Trueba quienes recorren su carrera. En ese año recibió en Sevilla el premio honorífico Lifetime Achievement Award por su carrera excepcional durante la ceremonia de los 31.a edición de los premios del Cine Europeo otorgados por la Academia de Cine Europeo (EFA).

## Filmografía
- El espíritu de Juan Tamariz (1969)
- Las gatas tienen frío de Carlos Serrano (1970)
- El hombre oculto de Alfonso Ungría (1971)
- Mantis de Luis Mamerto López-Tapia (1971)
- El Love Feroz o Cuando los hijos juegan al amor de José Luis García Sánchez (1973)
- Un casto varón español de Jaime de Armiñán (1973)
- El asesino está entre los trece de Javier Aguirre Fernández (1973)
- Don Juan de Antonio Mercero (1974)
- Tanata de Luis Mamerto López-Tapia (1974)
- Leonor de Juan Luis Buñuel (1975)
- La encadenada de Manuel Mur Oti (1975)
- Vida íntima de un seductor cínico de Javier Aguirre Fernández (1975)
- El libro de buen amor II de Jaime Bayarri (1976)
- La mujer es cosa de hombres de Jesús Yagüe (1976)
- Una pareja como las demás de Miguel Ángel Díez (1976)
- Ir por lana de Miguel Ángel Díez (1976)
- Pomporrutas imperiales de Fernando Colomo (1976)
- La petición de Pilar Miró (1976)
- Tigres de papel de Fernando Colomo (1977)
- Los ojos vendados de Carlos Saura (1978)
- De fresa, limón y menta de Miguel Ángel Díez (1978)
- Hazme Hazme el amor Tim! de Pedro Almodóvar (1978)
- Mi blanca Varsovia de Javier Quintana (1978)
- ¿Qué hace una chica como tú en un sitio como éste? de Fernando Colomo (1978)
- Menos mi madre y mi hermana de Jaime Villate (1978)
- Tal vez mañana de Antonio del Real (1979)
- Café, amor y estereofonía de Miguel Ángel Polo (1979)
- Gary Cooper, que estás en los cielos de Pilar Miró (1980)
- El hombre de moda de Fernando Méndez Leite (1980)
- Pepi, Luci, Bom y otras chicas del montón de Pedro Almodóvar (1980)
- La mano negra de Fernando Colomo (1980)
- Aquella casa en las afueras de Eugenio Martín (1980)
- Femenino singular de Juanjo López (1982)
- El Cid cabreador (Angelino Fons (1983)
- Entre tinieblas de Pedro Almodóvar (1983)
- ¿Qué he hecho yo para merecer esto? de Pedro Almodóvar (1984)
- Sal gorda de Fernando Trueba (1984)
- Sé infiel y no mires con quién de Fernando Trueba (1985)
- Extramuros de Miguel Picazo (1985)
- Tata mía de José Luis Borau (1986)
- Delirios de amor de Cristina Andreu, Luis Eduardo Aute, Antonio González Vigil y Félix Rotaeta (1986)
- Matador de Pedro Almodóvar (1986)
- La ley del deseo de Pedro Almodóvar (1987)
- Mujeres al borde de un ataque de nervios de Pedro Almodóvar (1988)
- 230 AM de Alejandro Toledo (1988)
- Baton Rouge de Rafael Moleón (1989)
- ¡Ay, Carmela! de Carlos Saura (1990)
- Chatarra de Félix Rotaeta (1991)
- Cómo ser mujer y no morir en el intento de Ana Belén (1991)
- La reina anónima de Gonzalo Suárez (1992)
- Sur la terre comme au ciel de Marion Hänsel (1992)
- Sombras en una batalla de Mario Camus (1993)
- Louis, enfant roi de Roger Planchon (1993)
- Cómo ser infeliz y disfrutarlo de Enrique Urbizu (1994)
- Le bonheur est dans le pré de Etienne Chatillez (1995)
- El palomo cojo de Jaime de Armiñán (1995)
- Pareja de tres de Antoni Verdaguer (1995)
- El rey del río de Manuel Gutiérrez Aragón (1995)
- Amores que matan de Juan Manuel Chumilla-Carbajosa (1996)
- Une mère en colère de Martin Provost (1996)
- Ellas de Luís Galvão Teles (1997)
- Alliance cherche doigt de Jean-Pierre Mocky (1997)
- Tortilla y cinema de Martin Provost (1997)
- Vivir después de Carlos Galettini (1997)
- El entusiasmo de Ricardo Larraín (1998)
- Alice y Martin de André Téchiné (1998)
- Lisboa de Antonio Hernández (1999)
- El cometa de José Buil y Maryse Sistach (1999)
- Superlove de Jean-Claude Janer (1999)
- Carretera y manta de Alfonso Arandia (2000)
- La comunidad de Álex de la Iglesia (2000)
- El harén de Madame Osmane de Nadir Moknèche (2000)
- Arregui, la noticia del día de María Victoria Menis (2001)
- El palo de Eva Lesmes (2001)
- Clara y Elena de Manuel Iborra (2001)
- El apagón de José María Caro (2001)
- Ángeles de negro (Damiano Damiani (2002)
- 800 balas de Álex de la Iglesia (2002)
- Le pacte du silence de Graham Guit (2003)
- Le ventre de Juliette de Martin Provost (2003)
- 25 degrés en hiver de Stéphane Vuillet (2004)
- Entre vivir y soñar de Alfonso Albacete y David Menkes (2004)
- Valentín de Alejandro Agresti (2004)
- Al otro lado de Gustavo Loza (2004)
- La promesa de Héctor Carré (2004)
- Free Zone de Amos Gitai (2005)
- Reinas de Manuel Gómez Pereira (2005)
- Nos chères têtes blondes de Charlotte Silvera (2006)
- Volver de Pedro Almodóvar (2006)
- El menor de los males de Antonio Hernández (2007)
- La virgen negra de Ignacio Castillo Cottin (2008)
- Que parezca un accidente de Guillermo de la Guardia (2008)
- The Garden of Eden de John Irvin (2008)
- Tetro de Francis Ford Coppola (2009)
- Las chicas de la sexta planta de Philippe Le Guay (2010)
- Le Mac de Pascal Bourdiaux (2010)
- Chicas de Yasmina Reza (2010)
- Let My People Go! de Mikael Buch (2011)
- Escalade de Charlotte Silvera (2011)
- 5ºB Escalera Dcha (c) de María Adánez (2011)
- Paulette de Jérôme Enrico (2012)
- Sofía y el terco de Andrés Burgos (2012)
- Las brujas de Zugarramurdi de Álex de la Iglesia (2013)
- La madre de Angelo Maresca (2014)
- Un village presque parfait de Stéphane Meunier (2014)
- Vaca Paloma (c) de Paco León (2015)
- La vanité de Lionel Baier (2015)
- Les chaises musicales de Marie Belhomme (2015)
- People You May Know de J.C. Falcón (2016)
- El futuro no es lo que era de Pedro L. Barbero (2016)
- Cuernavaca de Alejandro Andrade (2017)
- Sales Gosses de Frédéric Quiring (2017)
- Cuando los hijos regresan de Claudia González-Rubio y Hugo Lara Chávez (2017)
- Chasing Satellites de Jim Loach (2017)
- La peur du vide (c) de Thomas Soulignac (2017)
- La fête des mères de Marie-Castille Mention-Schaar (2018)
- ¡Oh Mammy Blue! de Antonio Hens (2018)
- Veneza de Miguel Falabella y Hsu Chien Hsin (2019)
- Ma famille et le loup de Adrià García (2019)
- Gente que viene y bah de Patricia Font (2019)
- Chasing Wonders de Paul Meins (2020)
- Rainbow de Paco León (2022)
- Mi otro Jon de Paco Arango (2023)
- Como el mar de Nicolás Gil Lavedra (2024)
- Calle Málaga de Maryam Touzani (2025)
- Vieja Loca de Martín Mauregui (2025)
- La cuidadora de Álex de la Iglesia (2026)

## Televisión
| Año       | Título                                                 | Personaje                         | Canal     | Notas        |
| --------- | ------------------------------------------------------ | --------------------------------- | --------- | ------------ |
| 1966-1978 | Novela                                                 | Varios personajes                 | La 1      | 3 episodios  |
| 1972      | Las doce caras de Eva                                  | Varios personajes                 | La 1      | 3 episodios  |
| 1972      | Aventuras y desventuras de Mateo                       | Gabriela                          | La 1      | 1 episodio   |
| 1972-1973 | Tres eran tres                                         | Srta. Cecilia / Sra. de Luzuriaga | La 1      | 3 episodios  |
| 1973      | Historias de Juan Español                              | Nuria                             | La 1      | 1 episodio   |
| 1973-1981 | Estudio 1                                              | Varios personajes                 | La 1      | 6 episodios  |
| 1974      | Juan y Manuela                                         | Patricia Roca                     | La 1      | 2 episodios  |
| 1974      | Suspiros de España                                     | Almudena / Luisa Boronat          | La 1      | 4 episodios  |
| 1974-1977 | Los libros                                             | Varios personajes                 | La 1      | 5 episodios  |
| 1975      | El teatro                                              | Leonor                            | La 1      | 1 episodio   |
| 1975      | Cuentos y leyendas                                     | Casilda                           | La 1      | 2 episodios  |
| 1975      | El quinto jinete                                       | Sara                              | La 1      | 1 episodio   |
| 1976      | Este señor de negro                                    | Pilar                             | La 1      | 1 episodio   |
| 1978      | Curro Jiménez                                          | Misterios                         | La 1      | 1 episodio   |
| 1980      | Teatro breve                                           |                                   | La 1      | 1 episodio   |
| 1981      | Cervantes                                              | Constanza                         | La 1      | 5 episodios  |
| 1981-1982 | Esta noche                                             | Presentadora                      | La 1      | 1 temporada  |
| 1984      | Paisaje con figuras                                    | La Calderona                      | La 1      | 1 episodio   |
| 1985      | La huella del crimen: El crimen de la calle Fuencarral | Higinia Balaguer                  | La 1      | 1 episodio   |
| 1990      | La mujer de tu vida                                    | Marisa Nova                       | La 1      | 1 episodio   |
| 1998-1999 | A las once en casa                                     | Olga                              | La 1      | 65 episodios |
| 1999      | Famosos y familia                                      | Sara Luján                        | La 1      | 4 episodios  |
| 2003      | Arroz y tartana                                        | Doña Manuela de Flora             | La 1      | Telefilme    |
| 2007      | Círculo rojo                                           | Victoria Villalobos               | Antena 3  | 12 episodios |
| 2010      | Las chicas de oro                                      | Rosa                              | La 1      | 26 episodios |
| 2012      | Carta a Eva                                            | Paca Jiménez                      | La 1      | 2 episodios  |
| 2012      | Stamos okupa2                                          | Lucía Piqueras                    | La 1      | 13 episodios |
| 2013      | Y'a pas d'âge                                          | Hélène                            | France 2  | 25 episodios |
| 2015      | Águila Roja                                            | Olivia, duquesa de Fournier       | La 1      | 2 episodios  |
| 2020      | Alguien tiene que morir                                | Amparo Falcón                     | Netflix   | 3 episodios  |
| 2021      | Deudas                                                 | Josefa "Pepa" Carranza            | LaSexta   | 13 episodios |
| 2022      | Limbo... Hasta que lo decida                           | Alicia Castelló                   | Star+     | 1 episodio   |
| 2024      | Tierra de mujeres                                      | Julia Xatart                      | Apple TV+ | 6 episodios  |

## Teatro
| - 2021-2022 - L'hirondelle - 2018-2021 - La golondrina - 2013-2014 - Carlota - 1997 - Bienvenida a casa - 1994 - Cirque à deux - 1986 - La reina del Nilo - 1984 - Kabarett para tiempos de crisis - 1980 - Motín de brujas - 1979 - El proceso - 1978 - ¡Abre el ojo!, dirigida por Fernando Fernán Gómez - Noche de guerra en el Museo del Prado | - 1977 - Las manos sucias - 1973-1974 - El rehén - 1973 - El último tango de Rodolfo Valentino y Marilyn Monroe - 1972-1973 - Mi chica, la minifaldera - 1972 - Supergolpe en Navalcarnero - 1970-1971 - Ninette y un señor de Murcia - 1970 - Anaconda - Un sereno debajo de la cama - 1969 - A las seis en la esquina del bulevar - Un golpe de estado - Hay una luz sobre la cama |

## Premios y nominaciones

### Premios anuales
Premios César
| Año  | Categoría               | Película                      | Resultado |
| ---- | ----------------------- | ----------------------------- | --------- |
| 1996 | Mejor actriz secundaria | Le bonheur est dans le pré    | Nominada  |
| 2012 | Mejor actriz secundaria | Las chicas de la sexta planta | Ganadora  |

Premios Goya
| Año  | Categoría                                  | Película                                 | Resultado |
| ---- | ------------------------------------------ | ---------------------------------------- | --------- |
| 1988 | Mejor interpretación femenina protagonista | Mujeres al borde de un ataque de nervios | Ganadora  |
| 1990 | Mejor interpretación femenina protagonista | ¡Ay, Carmela!                            | Ganadora  |
| 1993 | Mejor interpretación femenina protagonista | Sombras en una batalla                   | Nominada  |
| 1999 | Mejor interpretación femenina protagonista | Lisboa                                   | Nominada  |
| 2000 | Mejor interpretación femenina protagonista | La comunidad                             | Ganadora  |
| 2006 | Mejor interpretación femenina de reparto   | Volver                                   | Ganadora  |

Premios del Cine Europeo
| Año  | Categoría                                            | Película                                 | Resultado |
| ---- | ---------------------------------------------------- | ---------------------------------------- | --------- |
| 2000 | Premio Jameson del público a la mejor actriz europea | La comunidad                             | Nominada  |
| 1990 | Premio Félix a la mejor actriz europea               | ¡Ay, Carmela!                            | Ganadora  |
| 1988 | Premio Félix a la mejor actriz europea               | Mujeres al borde de un ataque de nervios | Ganadora  |

Fotogramas de Plata
| Año  | Categoría                      | Película                                                 | Resultado |
| ---- | ------------------------------ | -------------------------------------------------------- | --------- |
| 2016 | Toda una vida                  | Toda una vida                                            | Ganadora  |
| 2006 | Mejor actriz de cine           | Volver                                                   | Nominada  |
| 2000 | Mejor actriz de cine           | Carretera y manta El harén de Madame Osmane La comunidad | Ganadora  |
| 1998 | Mejor actriz de televisión     | A las once en casa                                       | Ganadora  |
| 1993 | Mejor actriz de cine           | Sombras en una batalla                                   | Finalista |
| 1992 | Mejor actriz de cine           | Entre el cielo y la tierra La reina anónima              | Nominada  |
| 1990 | Mejor actriz de cine           | ¡Ay, Carmela!                                            | Ganadora  |
| 1990 | Mejor actriz de televisión     | La mujer de tu vida: La mujer feliz                      | Nominada  |
| 1988 | Mejor actriz de cine           | Baton Rouge Mujeres al borde de un ataque de nervios     | Ganadora  |
| 1987 | Mejor actriz de cine           | Delirios de amor La ley del deseo                        | Nominada  |
| 1986 | Mejor actriz de cine           | Matador Tata mía                                         | Nominada  |
| 1985 | Mejor actriz de cine           | Extramuros Sé infiel y no mires con quién                | Nominada  |
| 1984 | Mejor actriz de cine           | ¿Qué he hecho yo para merecer esto?                      | Ganadora  |
| 1981 | Mejor intérprete de televisión | Esta noche                                               | Ganadora  |

Premios de la Unión de Actores
| Año  | Categoría                                       | Película                 | Resultado |
| ---- | ----------------------------------------------- | ------------------------ | --------- |
| 2008 | Mejor actriz protagonista de cine               | Que parezca un accidente | Nominada  |
| 2006 | Mejor actriz secundaria de cine                 | Volver                   | Nominada  |
| 2000 | Mejor interpretación protagonista de cine       | La comunidad             | Ganadora  |
| 1998 | Mejor interpretación protagonista de televisión | A las once en casa       | Nominada  |

Medallas del Círculo de Escritores Cinematográficos
| Año  | Categoría               | Película      | Resultado |
| ---- | ----------------------- | ------------- | --------- |
| 1991 | Mejor actriz            | ¡Ay, Carmela! | Ganadora  |
| 2000 | Mejor actriz            | La comunidad  | Ganadora  |
| 2006 | Mejor actriz secundaria | Volver        | Ganadora  |

Premios Sant Jordi de Cinematografía
| Año  | Categoría               | Película                                  | Resultado |
| ---- | ----------------------- | ----------------------------------------- | --------- |
| 1985 | Mejor actriz española   | Extramuros Sé infiel y no mires con quién | Ganadora  |
| 2025 | Premio a la trayectoria | Premio a la trayectoria                   | Ganadora  |

Premios Cóndor de Plata
| Año  | Categoría               | Película                    | Resultado |
| ---- | ----------------------- | --------------------------- | --------- |
| 2004 | Mejor actriz de reparto | Valentín                    | Nominada  |
| 2002 | Mejor actriz            | Arregui, la noticia del día | Nominada  |

Premios Ondas
| Año  | Categoría                | Película   | Resultado |
| ---- | ------------------------ | ---------- | --------- |
| 1981 | Nacionales de televisión | Esta noche | Ganadora  |

Premios TP de Oro
| Año  | Categoría             | Película   | Resultado      |
| ---- | --------------------- | ---------- | -------------- |
| 1981 | Mejor presentadora    | Esta noche | 2º Clasificada |
| 1981 | Personaje más popular | Esta noche | Ganadora       |

Premios Mestre Mateo
| Año  | Categoría                                  | Película              | Resultado |
| ---- | ------------------------------------------ | --------------------- | --------- |
| 2004 | Mejor interpretación femenina protagonista | La promesa            | Nominada  |
| 2008 | Mejor interpretación femenina protagonista | El menor de los males | Nominada  |

### Festivales
Festival Internacional de Cine de Cannes
| Año  | Categoría    | Película | Resultado |
| ---- | ------------ | -------- | --------- |
| 2006 | Mejor actriz | Volver   | Ganadora  |

Festival Internacional de Cine de San Sebastián
| Año  | Categoría                         | Película        | Resultado |
| ---- | --------------------------------- | --------------- | --------- |
| 2013 | Premio Donostia                   | Premio Donostia | Ganadora  |
| 2000 | Concha de Plata a la mejor actriz | La comunidad    | Ganadora  |

Festival Internacional de Cine de Venecia
| Año  | Categoría                  | Película                                 | Resultado |
| ---- | -------------------------- | ---------------------------------------- | --------- |
| 1988 | Mejor actriz (Golden Ciak) | Mujeres al borde de un ataque de nervios | Ganadora  |

Festival Internacional de Cine de Locarno
| Año  | Categoría        | Resultado |
| ---- | ---------------- | --------- |
| 2007 | Excellence Award | Ganadora  |

Festival Internacional de Cine de Valladolid
| Año  | Categoría       | Resultado |
| ---- | --------------- | --------- |
| 2008 | Espiga de Honor | Ganadora  |

Festival de Málaga de Cine Español
| Año  | Categoría     | Resultado |
| ---- | ------------- | --------- |
| 2007 | Premio Málaga | Ganadora  |

Festival de Cine de La Coruña
| Año  | Categoría    | Película        | Resultado |
| ---- | ------------ | --------------- | --------- |
| 1977 | Mejor actriz | Tigres de papel | Ganadora  |

Festival de Televisión de Montecarlo
| Año  | Categoría                      | Película        | Resultado |
| ---- | ------------------------------ | --------------- | --------- |
| 2004 | Ninfa de Oro a la mejor actriz | Arroz y tartana | Ganadora  |

Festival de Cine de Islantilla
| Año  | Categoría                                   | Película          | Resultado |
| ---- | ------------------------------------------- | ----------------- | --------- |
| 2012 | Premio Luna de Islantilla a la mejor actriz | 5ºB Escalera Dcha | Nominada  |

### Otros reconocimientos
- Premio Platino de Honor del Cine Iberoamericano 2022.[31]
- Premio Honorífico a toda una carrera otorgado por la Academia de Cine Europeo, 2018.[32]
- Premio Kristián del festival de cine Febiofest como un reconocimiento a su aporte a la cinematografía mundial 2016.[33]
- Condecorada con la Gran Cruz de la Orden Civil de Alfonso X el Sabio 2016.[34]
- Homenaje del Ciclo de Cine Argencine 2013.
- Premio de Cultura 2011 de la Comunidad de Madrid a las Artes Cinematográficas y Audiovisuales.
- En 2011 recibe, conjuntamente con el actor Jean Reno, el VIII Prix (Premio) Diálogo de la Asociación de Amistad Hispano-Francesa en reconocimiento a su aportación a las relaciones entre Francia y España en el ámbito cultural y cinematográfico.[35]
- Estrella en el paseo de la fama de Madrid (2011).
- Grande Medaille de Vermeil de la Ville de París (Concedida en 2011).
- Medalla de Oro de la Academia de Cine (Concedida en 2009).[36]
- Medalla de Oro al Mérito en las Bellas Artes (Concedida en 1999).[37]
- Caballero de la Orden de las Artes y Letras de Francia (condecoración concedida en 1996).[38]
- Premio Nacional de Cinematografía (1988).[39]